# Zeche Wasserschneppe
Die Zeche Wasserschneppe war ein Steinkohlenbergwerk in Essen-Heisingen. Das Bergwerk war auch unter dem Namen Zeche Wasserschnepfe bekannt.

## Bergwerksgeschichte
Das Bergwerk wurde vermutlich bereits im Jahr 1792 in Betrieb genommen. Noch vor dem Jahr 1801 wurde das Bergwerk wieder versteigert (Subhastation). Im Jahr 1801 wurde die Konzession durch den Abt von Werden erteilt. Die Berechtsame bestand zum Zeitpunkt der Verleihung aus drei Grubenfeldern. Im darauffolgenden Jahr wurde das Bergwerk in Fristen gelegt. Im Jahr 1803 waren bereits zwei Stollen vorhanden. Es war ein Schiebeweg zur Kohlenniederlage an der Ruhr angelegt. Im Jahr 1807 wurde im Bereich von Schacht 4 abgebaut. Im Jahr 1809 wurde im Bereich von Schacht 5 abgebaut. Am 25. Februar 1812 wurde der Stollenbetrieb stillgelegt. Im selben Jahr wurde von den Gewerken ein Gesuch an das Bergamt gerichtet, um mit dem Bergwerk zum Tiefbau übergehen zu können. Zu diesem Zeitpunkt waren überwiegenden Gewerken aus Mülheim an der Gewerkschaft beteiligt, von denen einer der Ingenieur Franz Dinnendahl war. Im Jahr 1814 wurde, gemeinsam mit der Zeche Collenbuscherbank, der Ingenieur Franz Dinnendahl beauftragt, eine Wasserhaltungsmaschine zu bauen. Zusätzlich zur dampfgetriebenen Maschine sollte Dinnendahl auch sämtliche dazugehörenden Gebäude errichten lassen. Im darauffolgenden Jahr konsolidierte die Zeche Wasserschneppe mit der Zeche Spiekbank und dem St. Maria von Gutenrath Erbstollen zur Zeche Vereinigte Wasserschneppe.